# Sveta Srca u Puli
Sveta Srca u Puli ili muzejsko-galerijski prostor Sveta Srca u Puli dislocirani je dio Arheološkoga muzeja u Puli i najnoviji gradski muzejsko-galerijski prostor otvoren u srpnju 2011. godine. Nalazi se u desakraliziranoj crkvi Svetih Srdaca Isusova i Marijina u De Villeovu usponu u starogradskome centru.

## Povijest
Crkva Svetih Srdaca Isusova i Marijina izgrađena je 1908. godine na mjestu gdje su se 1886. nastanile redovnice Svetih Srdaca Isusova i Marijina radi intelektualnog i kršćanskog obrazovanja mladih djevojaka. Redovnice su uspjele podignuti samostan i crkvu na tome mjestu uz pomoć vjernika. Crkva je dovršena 1910. godine prema projektu Virgilija Volpija, a dovršio ju je Domenico Malusà. Trobrodna crkva bila je dugačka 38 metara, široka 16, a visoka 18 metara. U planu je bila i izgradnja zvonika koji nikad nije izgrađen.
Nakon Drugoga svjetskog rata redovnice napuštaju samostan i crkvu. U napušteni samostan useljava Tehnička škola, dok crkvu od 1958. godine Arheološki muzej koristi kao depo.
Budući da je crkva bila izgrađena na nasipu i statički vrlo nestabilna, pristupljeno je njezinoj obnovi koja je počela 2007. godine. Iako se planiralo u desakraliziranu crkvu smjestiti prvo muzejsko-znanstveni centar, a potom srednjovjekovni lapidarij, konačno je ipak odabran projekt muzejsko-galerijskoga prostora.
Prostor profanirane crkve planiran je kao multifunkcionalan i multimedijalan, te predviđen za održavanje predavanja, kongresa, znanstvenih tribina, predstava, koncerata, filmova, festivala i slično. Osim promišljenog uređenja interijera, jednako kvalitetno je uređen i eksterijer crkve koji se može koristiti kao prostor za manifestacije.
Trenutačno se u Svetim Srcima održava izložba s naslovom Pula - rađanje grada koja prezentira arheološke predmete pronađene u četvrti svetoga Teodora u Puli.

## Vanjske poveznice
|  | Zajednički poslužitelj ima još gradiva o temi Sveta Srca |